# Leptasteron platyconductor
Leptasteron platyconductor är en spindelart som beskrevs av Baehr och Rudy Jocqué 200. Leptasteron platyconductor ingår i släktet Leptasteron och familjen Zodariidae.
Artens utbredningsområde är Western Australia. Inga underarter finns listade i Catalogue of Life.